# Ассоциация польских электриков
Ассоциация польских электриков (SEP) — польская общественная организация, объединяющая сообщество электротехников польского происхождения со всего мира. Благодаря открытой формуле членства, она объединяет как инженеров и техников, так и молодых студентов (учащихся технических и профессиональных школ) электротехнических специальностей.

## Деятельность
Ассоциация в основном занимается популяризацией и образовательной деятельностью (тренинги по допуску к эксплуатации электрооборудования). SEP также занимается оценкой соответствия низковольтной электротехнической продукции (с 1933 года) через бюро тестирования качества, агентство SEP, имеющее национальные аккредитации и признание самых престижных международных и европейских организаций. SEP также осуществляет широкое международное сотрудничество под английским названием «Association of Polish Electrical Engineers». Ассоциация входит в Национальную федерацию научно-технических ассоциаций Польши и в европейскую организацию EUREL.

## История
7—9 июня 1919 года состоялся конгресс, на котором была создана Ассоциация польских электротехников. Первым президентом был избран профессор Мечислав Пожарыский. В 1928 году организация объединилась с Ассоциацией польских радиоинженеров, а в 1929 году решением правления название было изменено на нынешнее. В 1939 году к SEP присоединилась Ассоциация польских телетехников.

## Президенты SEP
- 1919—1928 — Мечислав Пожарыский (первый президент SEP)
- 1928—1929 — Казимеж Страшевский
- 1929—1930 — Зигмунт Оконевский
- 1930—1931 — Казимеж Страшевский
- 1931—1932 — Фелициан Карсницкий
- 1932—1933 — Тадеуш Чаплицкий
- 1933—1934 — Альфонс Кюн
- 1934—1935 — Ян Обронпальский
- 1935—1936 — Альфонс Кюн
- 1936—1937 — Януш Грошковский
- 1937—1938 — Альфонс Хоффманн
- 1938—1939 — Казимеж Шпотаньский
- 1939 — Антоний Кшичковский
- 1939—1946 — Казимеж Шпотаньский
- 1946—1947 — Казимеж Страшевский
- 1947—1949 — Влодзимеж Шумилин
- 1949—1950 — Станислав Игнатович
- 1950—1951 — Тадеуш Жарнецкий
- 1951—1952 — Ежи Ландо
- 1952—1959 — Казимеж Колбиньский
- 1959—1961 — Тадеуш Кал
- 1961—1981 — Тадеуш Дрызек
- 1981—1987 — Яцек Шпотаньский
- 1987—1990 — Богдан Пашковский
- 1990—1994 — Яцек Шпотанский
- 1994—1998 — Киприан Брудковский
- 1998—2002 — Станислав Болковский
- 2002—2006 — Станислав Болковский
- 2006—2010 — Ежи Барглик
- 2010—2014 — Ежи Барглик
- с 2014 года — Пётр Шимчак[8]